# Elstar (appel)

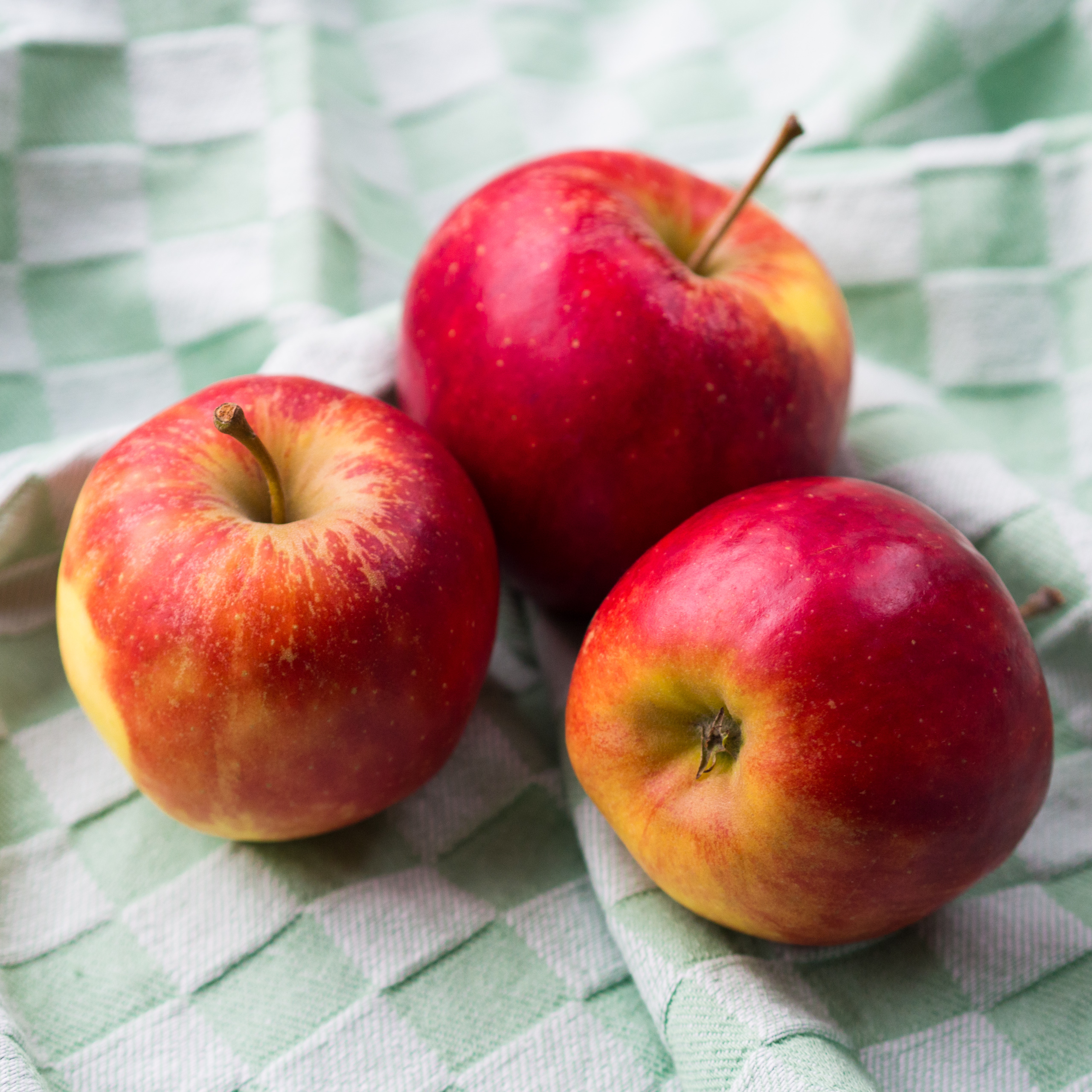
Elstar-appels

De elstar is een veel gekweekt appelras van Nederlandse oorsprong. Een belangrijk deel van de inlandse oogst wordt geëxporteerd. De soort is ook in andere landen, bijvoorbeeld Duitsland en Frankrijk, aangeplant.
De vrucht toont een rode blos op een geelgroene ondergrond. Er zijn echter zeer veel kleurmutanten van helderrood tot donkerrood.  Het vruchtvlees is roomwit en sappig. De smaak heeft een karakteristiek aroma. Elstar kan in appelgebak worden verwerkt maar houdt veel vocht vast. De appel is geschikt voor appelmoes of -sap.

## Ontstaan
Het ras is rond 1955 ontstaan uit een kruising van golden delicious met het oude ras 'ingrid marie' door Arie Schaap en Tijs Visser. De kruising- en selectieproeven vonden plaats in het voormalige Instituut voor Veredeling van Tuinbouwgewassen (IVT) te Wageningen. Tussen 1957 en 1965 stonden proefbomen in Elst. In 1959 en 1960 werden de selecties uit de eerste vruchten gemaakt. Tussen 1960 en 1962 groeiden bomen van de geselecteerde vruchten op welke in 1963 en 1964 vruchten droegen. Tussen 1965 en 1970 spitsten de selecties zich toe op het uiteindelijke resultaat. Van 1971 tot 1977 vond de onafhankelijke toetsing plaats op het toenmalige proefstation voor de fruitteelt in Wilhelminadorp.
De eerste tijd werd de appel enkel met nummer IVT 5544-240 aangeduid, maar twee jaar na het overlijden van Schaap werd er een commerciële naam voor bedacht. Men zocht het daarbij in een samentrekking van de naam van zijn woonplaats Elst en zijn voornaam. Via 'elstarie' werd het uiteindelijk 'elstar'. In 1975 kreeg de appelsoort officieel haar naam bij de introductie en de start van de kwekersrechtelijke bescherming van het ras.

## Verbreiding
In 2006 bestond 45 procent (4321 ha) van het in Nederland aanwezige appelareaal (9562 ha) uit elstar. De vrucht behoort tot de door de consument hoogst gewaardeerde appelsoorten. Ook het vruchtsap en de moes worden veel verkocht.
Elstar kan geplukt worden vanaf september en is tot in juni bewaarbaar. De soort wordt een groot deel van het jaar door op de markt gebracht.

## Afgeleide rassen
- Santana (Elstar × Priscilla)
- Ecolette (Elstar × Prima), eveneens een ras dat afkomstig is van het (voormalige) IVT
- Collina (Priscilla × Elstar), een ras zomerappel, door de Nederlandse veredelaar Mart Vandewall. Dit ras is geschikt voor de biologische teelt

## Kleurmutanten
- Helderrood min of meer gestreept
  - Elshard
  - Elshof
  - Red Elstar
- Donkerrood tot zeer donkerrood
  - Elstar Roelse
  - Elstar van der Grift
  - Elswout
  - Van Vliet
  - Elstar Ruby
  - PCP
  - Elrosa
  - Bougie
  - Van der Zalm
  - Excellent Star

## Ziekten
Elstar is tamelijk vatbaar voor vruchtboomkanker (Nectria galligena), schurft (Venturia inaequalis) en meeldauw (Podosphaera leucotricha).